# El Boughaz I
El BoughazI — трёхмачтовая шхуна принадлежащая королю Марокко Мохаммеду VI. Ранее называлась Black Douglas, later teQuest, Aquarius, Aquarius W. Первоначально построена для Robert C. из штата Мэн 9 июня 1930 года. По проекту известного нью-йоркских морских архитекторов HJ Gielow & Ко, она является одной из крупнейших стальных шхун, когда-либо построенных.
Вовремя второй мировой войны ВМС США использовалась как патрульное судно.
Она была куплена на аукционе Луи Black из Санта-Монике, штат Калифорния, для использования в качестве базы охотников за сокровищами в Карибском бассейне. 

За время своей службы несла флаг США, Панамы, Каймановых островов, Великобритании. После реконструкции вошла в состав флота Марокко.

## Силовая установка
Первоначально была оснащена 325 — л. с. дизелем Купер-Бессемер, позже заменен на 400-сильный Enterprise Engine & Foundry Company. Позднее двумя 290-сильными Volvo Pentas.